# Omara & Bethânia - Cuba & Bahia
Omara & Bethânia - Cuba & Bahia é um livro, lançado em 2008, que descreve revisões entre Brasil e Cuba oriundas do encontro da cantora brasileira Maria Bethânia e da cantora cubana Omara Portuondo.
O livro, vendido num estojo em edição limitada e numerada, vem acompanhado do DVD Omara Portuondo e Maria Bethânia - Ao Vivo e reúne olhares e reflexões sobre os dois países, que são tão singulares e tão próximos em múltiplos sentidos, baseados nos shows que as duas cantoras fizeram juntas em 2008, após gravarem um disco com repertórios cubanos e brasileiros.
O volume traz ainda fotos de Jô Name e Tatiana Altberg que misturam cenários e pessoas dos dois países e convidam o leitor a um jogo de adivinhação. Tal lugar fica em Cuba ou na Bahia? Havana ou Santo Amaro da Purificação? A arquitetura colonial, a miscigenação dos dois povos e as religiões, em sua maioria, de origens africanas evidenciam ainda mais as semelhanças.
O curioso é que a inspiração mais forte, as próprias cantoras, não é traduzida em fotos. Omara e Bethânia não aparecem, a não ser como provocação para uma viagem de sentidos, que atravessa os textos e as imagens. O objetivo parece ter sido flagrar, com palavras e fotografias, o momento em que as almas das duas nações se tocam.
Além das duas cantoras, participam da obra os artistas Arnaldo Antunes, Frank Padrón, Lya Luft, Mônica Waldvogel e Nélida Piñon os quais registraram suas impressões em ensaios.